# TV Kortowo
Telewizja Kortowo - telewizja Uniwersytetu Warmińsko-Mazurskiego w Olsztynie.
Powstała w 1989 w Akademii Rolniczo-Technicznej jako Studio Telewizji Kasetowej. Telewizja Kortowo zajmuje się przygotowywaniem materiałów filmowych o Uniwersytecie Warmińsko-Mazurskim. Są to zarówno filmy o historii uczelni, jej dorobku naukowym, ofercie kształcenia jak i różnego rodzaju materiały dydaktyczne, promocyjne, reklamowe a także bieżące reportaże z życia uniwersytetu. TV Kortowo szkoli studentów w zakresie realizacji materiałów dziennikarskich, obsługi kamer, montażu oraz realizacji filmów. Swoją nazwę wzięła od dzielnicy Olsztyna - Kortowa, w której znajduje się miasteczko akademickie Uniwersytetu. Studenci tworzą również program humorystyczny "Szołżak".